# ترسخور
ترسخور (به هلندی: Terschuur) یک منطقهٔ مسکونی در هلند است که در بارنه‌فلد واقع شده‌است. ترسخور ۱٬۵۱۰ نفر جمعیت دارد.